# Real Club Mediterráneo
El Real Club Mediterráneo (RCM) es un club náutico situado en la ciudad española de Málaga. Es miembro de la Asociación Española de Clubes Náuticos.

## Historia
El RCM fue fundado en 1873. En 1892, la Junta General Extraordinaria de la entidad ofrece la presidencia de honor al rey Alfonso XIII, que acepta, concediendo el título real y el uso de la grímpola con los colores rojo y gualdo y la corona real.
El club, presidido por Eduardo Cestino Pérez y patrocinado entre otras importantes empresas por Royal Caribbean, cuenta con una masa social directa de 6.000 personas. La sede del club se encuentra ubicada en Paseo de la Farola n.º 18 de Málaga y su puerto deportivo denominado MARINA RCM, en el Muelle de levante s/n junto a la estación marítima del puerto de Málaga. El complejo del Real Club Mediterráneo además del puerto deportivo, cuenta con piscina olímpica de agua salada, piscina cubierta de 25 metros, numerosas pistas deportivas, gimnasios, restaurante y salones.
El RCM es el único club español que posee simultáneamente las dos máximas distinciones que concede el deporte español: la Placa de la Real Orden del Mérito Deportivo y la Placa del Comité Olímpico Español. Sus deportistas y técnicos han estado presentes en las últimas 7 olimpiadas. El 28 de febrero de 2023, recibió de manos del presidente del Ejecutivo regional andaluz, Juanma Moreno, la Medalla de Andalucía.

## Actividades y eventos
Desde sus inicios, el Club Mediterráneo se ha dedicado al fomento y la práctica de actividades deportivas relacionadas con el mar. En un primer momento, remo y vela, a los que se fueron incorporando más tarde otras modalidades como natación o pesca deportiva.  En la actualidad, también se practican deportes como atletismo, triatlón, actividades de fitness, futbito, tenis, pádel y frontón.
Entre la gran cantidad de campeonatos internacionales y nacionales organizados por la entidad destaca la celebración anual del prestigioso Trofeo Su Majestad el Rey.

## Deportistas destacados
Entre la multitud de deportistas que han defendido los colores del Real Club Mediterráneo, destacan:
- Félix Gancedo
- Theresa Zabell
- María Peláez

En remo, Adrián Miramón ganó el campeonato del Mundo de Remo de Mar y Adolfo Ferrer obtuvo la tercera plaza en 2015.
En natación, Joaquín Canales se anotó cinco medallas de oro en el Mundial de Natación Master y el equipo femenino de Natación subió a Primera División Nacional. 
En triatlón, Javier Jiménez y Soledad Jiménez son campeones de Europa 2017 en la categoría cadete masculino y femenino respectivamente.
En vela, Álvaro Martínez Iribarne y Gabriel Utrera Thompson fueron campeones del mundo juveniles en 2011, subcampeones de Europa en 2016 y terceros en el mundial de 2015 en Snipe. Adolfo Villalón fue el capitán del equipo de España de Optimist que se proclamó campeón de Europa Team Racing en aguas italianas de Ledro.